# Виталий Дубинин
Виталий Дубинин е руски музикант, бас-китарист на група Ария. Автор на повечето от хитовете на групата. Предпочита да свири на китарите на Фендер.

## Биография
Роден е през 1958 година в район Внуково, Москва. Започва музикалната си кариера в училищния ансамбъл като барабанист. Когато Виталий постъпва в Московския енергетичен институт, той се запознава с Владимир Холстинин и двамата основават рок групата „Волшебние сумерки“. Дубинин е бас-китарист и вокал на бандата, която изпълнява предимно кавър версии на западни групи. След разпадането на групата през 1982 работи като вокалист в „Поющие сердца“. Напуска групата, за да завърши Гнесинското музикално училище специалност вокал. През 1983 прекарва 4 месеца в група Алфа.
През 1987 се присъединява към „Ария“ като басист. Заедно с Валерий Кипелов и Владимир Холстинин, както и бившите членове на „Черный кофе“ Сергей Маврин и Максим Удалов записват албума „Герой асфальта“, който донася огромна популярност на групата. Виталий композира песните си заедно с Холстинин, а също така е съавтор на песните на Сергей Маврин. В началото на 90-те години Холстинин и Дубинин основават лейбъла „АРИЯ Records“. През 1997 те записват соловият албум „АвАрия“, където Дубинин е вокалист.
През 2012 участва като гост-изпълнител в албумът на Сергей Маврин „Противостояние“.